# Colmo

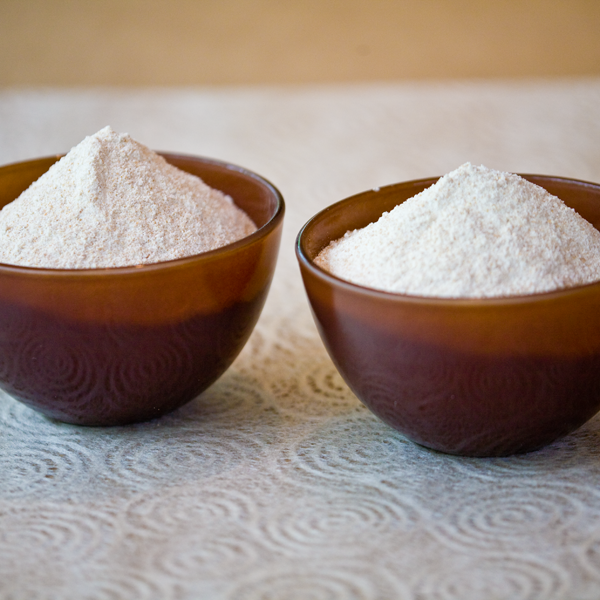
Colmo de harina en dos cuencos

Se llama colmo a la porción de un material pulverulento, pastoso o de poco peso que sobresale del recipiente que lo contiene. 
Se decía que una medida estaba a su colmo cuando se dejaba a la harina, carbón, yeso, cal, grano, etc. elevarse por encima de los bordes del recipiente poniendo en ella la mayor cantidad posible hasta dejar caer la parte sobrante por su propio peso. Por su parte, se llamaba rasa a la medida cuando con una regla o rasero se hacía caer lo que sobresalía de la parte superior. 
Existe gran diferencia entre las cantidades obtenidas según cómo sean medidas. De este modo, un hectolitro de hulla puede pesar 80 kg. o 100 kg. dependiendo de que se mida de una manera u otra. 